# Alf Arrowsmith
Alf Arrowsmith (Hollingworth, 11 dicembre 1942 – 18 maggio 2005) è stato un calciatore inglese, di ruolo attaccante.

## Carriera
Durante la sua carriera ha giocato con Liverpool, Bury, Rochdale e Macclesfield Town. Muore il 18 maggio 2005.

## Palmarès

### Club

#### Competizioni nazionali
- Campionato inglese: 2

Liverpool: 1963-1964, 1965-1966
- Coppa d'Inghilterra: 1

Liverpool: 1964-1965
- Charity Shield: 3

Liverpool: 1964, 1965, 1966
- Second Division: 1

Liverpool: 1961-1962